# Казімеж Міхаловський
Казі́меж Ю́зеф Ма́р'ян Міхало́вський (пол. Kazimierz Józef Marian Michałowski; 14 грудня 1901, Тернопіль — 1 січня 1981, Варшава) — польський археолог, єгиптолог, історик мистецтв, член ПАН, ординарний професор Варшавського університету. Засновник польської школи середземноморської археології та основоположник нубіології.

## Життєпис

### Молодість та початок наукової кар'єри
Народився 14 грудня 1901 року в Тернополі, його дідом був Еміль Міхаловський (1850—1919, народний депутат, директор учительської семінарії в цьому місті, автор праці «Мужча вчительська семінарія в Тарнополі 1871—1896: звіт дирекції Семінарії» з 1897 року. У 1915—1917 роках був бургомістром Тернополя). Казімєж закінчив Тернопільську гімназію в рідному місті. Невдовзі пішов до армії, щоб взяти участь у польсько-більшовицькій війні 1920 року. Після чого здобув вищу освіту на філософському факультеті Університету Яна Казимира у Львові; там само був слухачем на лекціях філософа професора Казімежа Твардовського. Поглиблював знання в навчальних закладах Берліна, Гайдельбергу, Парижу, Риму та Афін. Молодим ученим брав участь у розкопках, що проводили École française d'Athènes у Дельфах, на Тасосі та Делосі. У 1926 році  у Львівському університеті під науковим керівництвом Едмунда Булянди захистив докторську дисертацію про ніобідів у грецькому мистецтві (за рік дисертацію опубліковано французькою мовою). У 1931 році отримав габілітацію завдяки праці про елліністичні та римські портрети з Делосу (опублікованій наступного року в Парижі). Одразу після габілітації був запрошений до Варшавського університету, де у 1931 році організував кафедру класичної археології, у 1953 році перейменовану на середземноморську, та став її керівником аж до виходу на пенсію в 1972 році.
З його ініціативи в 1936 році польські археологи з Варшавського університету почали археологічні роботи в єгипетському Едфу.

### Друга світова війна
Під час війни знаходився в німецькому таборі для військовополонених Oflag II C Woldenberg, до якого потрапив як офіцер запасу та учасник вересневої кампанії. Там керував освітньою програмою для полонених, проводив лекції та семінари з археології та єгиптології.

### Діяльність після Другої світової війни
Після Другої світової війни Міхаловський активно приєднався до справи відбудови польської культури та науки. Від 1939 року був заступником директора Національного музею у Варшаві, де спершу займався організацією галереї античного мистецтва, котру було відкрито для відвідувачів у 1949 році, а згодом галереї Фарас, відкритої в 1972 році. Організував багато виставок, на яких демонструвалися пам'ятки, знайдені на розкопках під його керівництвом. У 1945—1947 роках був деканом гуманістичного факультету Варшавського університету, згодом — проректором цього ж навчального закладу (1947—1948). В Александрії (1957—1958) та Абердині (1971) був запрошеним професором. У 1956 році утворив Відділення середземноморської археології Польської академії наук, яке сам і очолив. У 1960 році призвів до відкриття Центру середземноморської археології Варшавського університету в Каїрі, яким керував до кінця життя. Утворення станції вважав своїм найбільшим досягненням. Був членом багатьох польських та закордонних академій, наукових товариств та інститутів: Національної академії деї Лінчеї, Британської академії, Академії наук НДР, Саксонської академії наук; членом президії комітету наук про античну культуру Польської академії наук, комітету орієнталістичних наук Польської академії наук, Археологічного інституту Америки, Німецького археологічного інституту, Єгипетського інституту, Інституту єгиптології Чехословацької академії наук, Французького інституту орієнтальної археології в Каїрі; Польського археологічного товариства (голова 1953—1957 та почесний член), Society for Nubian Studies (голова від 1972), Міжнародної асоціації єгиптологів (віце-голова Почесного комітету від 1976 року), Association Internationale d'Epigraphie Latine (віце-голова), Варшавського наукового товариства (генеральний секретар 1949—1952), Association Internationale d'Archéologie Classique, Société Archéologique Grecque, Спілки істориків мистецтв; член École française d'Athènes. Обіймав посаду голови Comité International des Experts pour le Sauvetage des Temples d'Abou Simbel UNESCO (1961—1970), Comité International pour les Musées d'Archéologie et d'Histoire ICOM (1965—1971). Був експертом UNESCO pour les Musées et Fouilles Archéologiques d'Algérie (1966) та членом Comité des Experts de l'UNESCO pour Mohendjo-Daro (1969). Здобув звання доктора гонорис кауза університетів Страсбурга (1965), Кембриджа (1971), Упсали (1977).

### Популяризаторська діяльність
Казімеж Міхаловський активно займався популяризацією середземноморської археології. Переклав та видав книгу Вільяма Генрі Болтона  Вічність пірамід і трагедія Помпеї (1958) та широко розповсюдив результати праць під час в Едфу. Писав для тижневика Stolica, підіймаючи питання античних експонатів у колекціях Національного музею у Варшаві. Читав численні лекції, проводив семінари, присвячені античній тематиці. Суспільним ефектом цього стало зростання зацікавленості даною галуззю науки; на відкритій лекції проф. Міхаловського в Національному музеї у Варшаві у 1957 році про мистецтво стародавнього Єгипту взяли участь аж 5000 слухачів.

### Особисте життя
Дідом Казімєжа Міхаловського був Еміль Міхаловський, посол до Галицького сейму, директор Учительської семінарії в Тернополі та бурмістр цього міста. Після Другої світової війни Міхаловський одружився із Кристиною Банєвич (пол. Krystyna Baniewicz), донькою інженера Тадеуша Банєвича (пол. Tadeusz Baniewicz), одного із засновників Подкови Лесьної. Кристина Міхаловська приєдналася до праці чоловіка — протягом наступних років у віллі Банєвичів у Подкові Лесьній розмістилася Майстерня середземноморської археології ПАН. Могила проф. Міхаловського знаходиться на цвинтарі в сусідньому Брвінуві.

## Розкопки

### Едфу
За словами професора Міхаловського, «не тільки для світу науки, але й у найширшій громадській думці цивілізованого суспільства фактичний рівень культури тієї чи іншої країни вимірюється тим, чи має вона власні розкопки в Єгипті». У 1936 році завдяки його ініціативі розпочались археологічні роботи в Едфу, які тривали до 1939 року. В експедиції брали участь археологи з Варшавського університету та Французького інституту археології сходу. Це були перші розкопки за участі польських археологів на теренах Середземномор'я. Роботи проводились на некрополі фараонів та в античному місті греко-римських та візантійських часів. Кількість і художня якість знахідок, виявлених під час першої кампанії (1936 рік), дала змогу утворити експозицію в Галереї античного мистецтва Національного музею у Варшаві (відкрита вже у червні 1937 року).

### Мірмекій
Участь польських археологів у розкопках в Едфу викликала зацікавленість наукового світу польськими дослідниками та дозволила розпочати наступні закордонні розкопки. Міхаловський організував співпрацю з радянськими археологами в Криму. В липні 1956 року група польських археологів почала дослідницькі праці в Мірмекію, античній грецькій колонії, які проводилися до 1958 року. Робота не проводилася спільно, як це було під час польсько-французької місії в Едфу. Дослідники працювали у двох окремих командах, досліджуючи дві ділянки. Польську групу очолював проф. Міхаловський, радянську — проф. Віктор Гайдукевич з Ленінградського університету. Відкрито виноробню елліністичного періоду з усім обладнанням та фрагменти житлових будівель. Усі рухомі знахідки, знайдені польською експедицією, за згодою радянського археологічного відділу були перевезені до Варшави.

### Атрибіс
Після Другої світової війни проф. Міхаловський хотів продовжити працю в Єгипті. Міг відновити дослідження в Едфу, проте на французів була накладена заборона на розкопки в Єгипті. Проф. Міхаловський вирішив, що оскільки французькі археологи під час Другої світової не повернулись до Едфу без польських археологів, то й він цього не зробить. Новою територією для розкопок став Атрибіс, столиця десятого ному Нижнього Єгипту, сучасна Бенха. Праці тривали у 1957—1969 роках. Відкрито залишки водопровідної системи римського міста, рештки сакральних споруд Пізнього періоду, фундаменти святині Яхмоса II, депозит, печі до випалення вапна та римські лазні.

### Пальміра

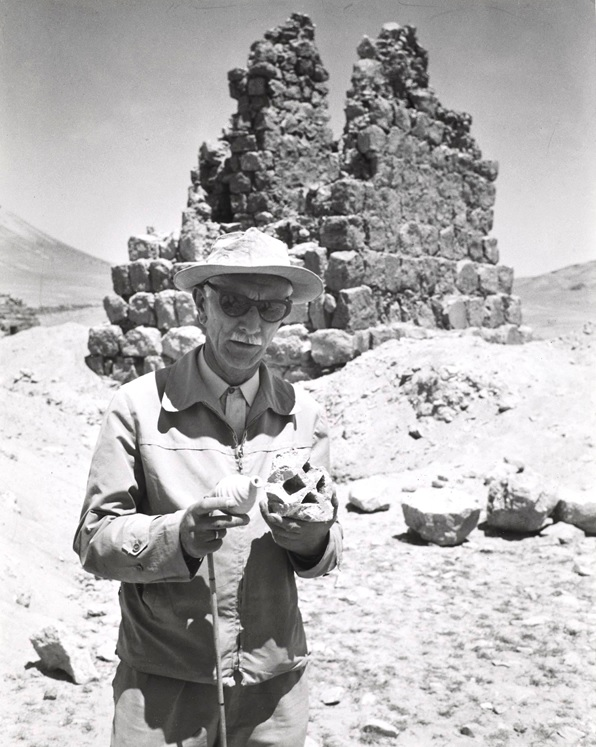
Казімеж Міхаловський на розкопках у Пальмірі, 1962

4 травня 1959 року група польських археологів під керівництвом проф. Міхаловського почала розкопки в Пальмірі; вони тривали до 1973 року. Праця археологів зосередилась на двох ділянках. Першою з них був так званий табір Діоклетіана в західній частині міста, в якому дослідження проводились на території між Преторіанською брамою та Тетрапілоном, на форумі перед так званою Святинею стягів та всередині самої святині. Також досліджено міські мури і відкопано фрагмент Преторіанського шляху. На другій ділянці, у так званій Долині могил, тобто на пальмірському некрополі, відкрито гробницю Забди, Алаїн та Юлія Аврелія Гермеса. Розкопки дали змогу дослідити урбаністичний розвиток міста та здійснити датування відкритих будівель на підставі епіграфічних матеріалів, які в них знаходилися. Значною сенсацією стало відкриття скарбу, в якому знаходились ювелірні вироби та 27 золотих солідусів Фоки, Іраклія та Константа. Багатство та значення відкритого матеріалу було настільки великим, що 1966 року в Варшаві світ побачило щорічне видання Studia Palmyreńskie, яке виходить донині (2016). Польські археологи стали експертами з досліджень стародавньої Пальміри.

### Александрія
Розкопки в Александрії відбулися у 1960—1973/74 роках. Польські археологи стали першою закордонною експедицією, якій вдалося отримати дозвіл на дослідження у цьому місті. Групи італійських, англійських та німецьких науковців працювали за контрактом та під назвою Греко-римського музею а Александрії. Праці на цій території ускладнені, оскільки у 1740-х роках Мухаммед Алі наказав збудувати в цьому місці нове місто. Сліди минулого залишаються під новою забудовою. Праці концентрувалися на території Ком ель-Дікка. Тут відкрито монументальні римські лазні з великою кількістю басейнів та цистерн і римську віллу. Польські археологи розкопали також перший знайдений на території Єгипту театр. Це відкриття було настільки сенсаційним, що проф. Міхаловський отримав від міської влади додаткові кошти на продовження роботи. Античний театр повністю розкопано та реконструйовано. Нині це один із головних туристичних об'єктів Александрії, який використовується для показу спектаклів. У такий спосіб вдалося зберегти античну будівлю поміж сучасними спорудами. На території Ком ель-Дікка польські археологи дослідили також два арабські некрополі.

### Деір ель-Бахарі
Праці почалися у 1961 році на прохання єгипетського міністра культури, якому було важливо відбудувати святиню правительки Хатшепсут. Від 1968 року із групою археологів працювали також інженери з майстерень із реставрації пам'яток, виконуючи будівельно-реконструкційні роботи в цій же святині. Під час праць, пов'язаних із цим замовленням, проф. Міхаловський відкрив невідому до того часу гробницю Тутмоса III (вже під час першої кампанії), що викликало перенесення більшості досліджень на цю ділянку. Святиня виявилася винятковою з точки зору розташування та планування, яке відрізнялося від решти сакральних будівель епохи Нового Царства. Праці тривали до 1972 року.

### Фарас

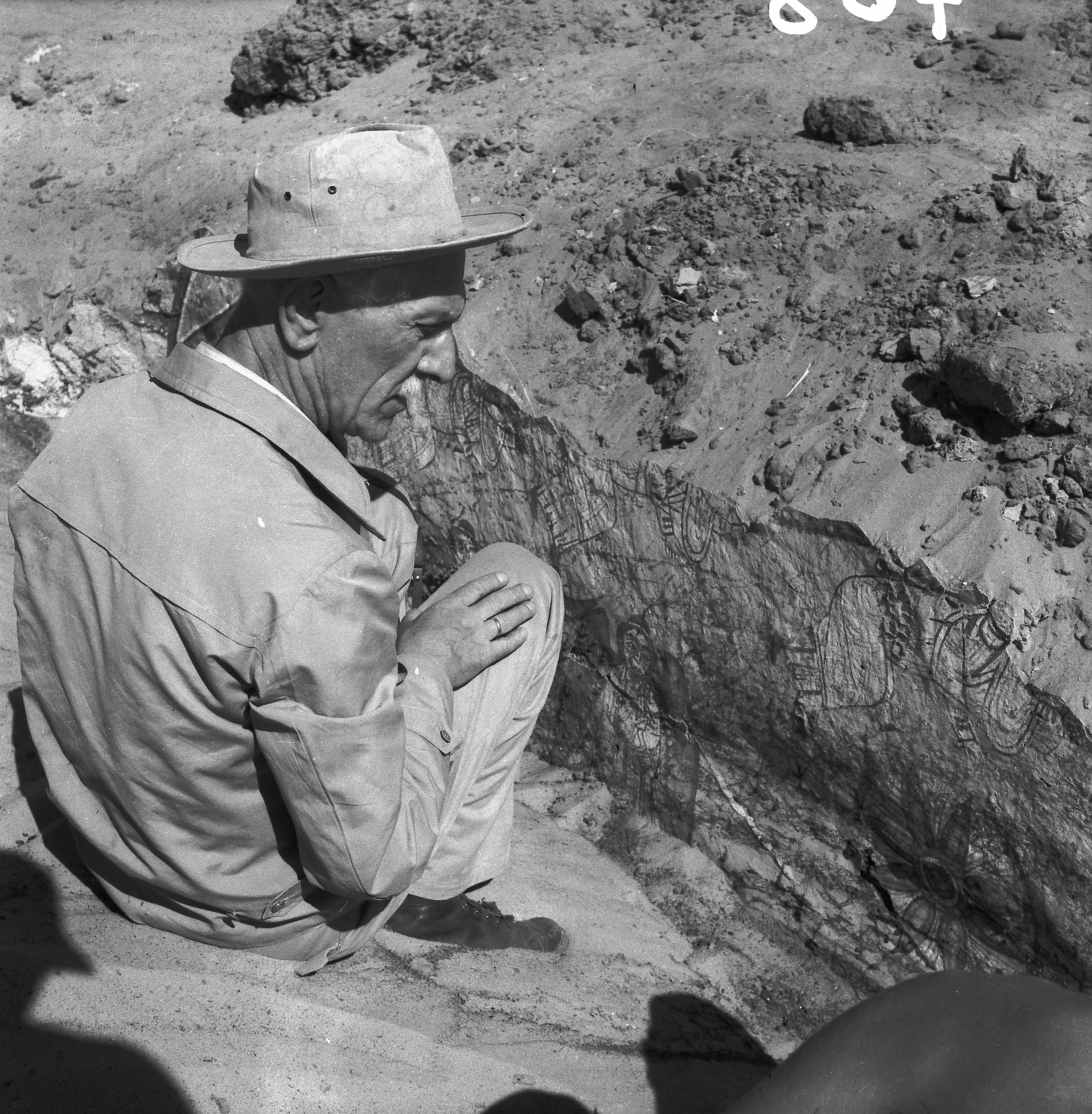
Казімеж Міхаловський на розкопках у Фарасі

Фарас, античний Пахорас, був столицею північного царства Нубії. У 1961—1964 роках тут відбулися рятувальні розкопки під керівництвом проф. Міхаловського. Ці дослідження були частиною більшого проекту, так званої Нубійської кампанії, що проводилася під патронатом ЮНЕСКО і метою якої було рятування пам'яток від залиття водами Нілу через будівництво Високої Асуанської греблі. Тоді було віднайдено руїни середньовічного собору фараських єпископів, та разом із ними стінні розписи на релігійну тематику, датовані VII—XIV століттями. Комплекс так званих «фресок із Фарасу» (насправді це не фрески, а розписи, виконані темперою на сухій муловій штукатурці), який нараховує понад 150 малюнків, виявився одним із найбільших та найцікавіших відкриттів Нубійської кампанії. 67 розписів та частина кам'яного архітектурного оздоблення, а також інших храмів та будівель у Фарасі, епітафії місцевих єпископів та священників, а також місцеві вироби ремісників, у тому числі розписаний керамічний посуд, знаходяться в Галереї Фарас ім. професора Казімєжа Міхаловського в Національному музеї у Варшаві. Решта знахідок із Фарасу знаходяться в Національному музеї Судану в Хартумі.

### Донгола
Проф. Міхаловський почав розкопки у Донголі в 1964 році; у 1965—1972 роках ними керував Стефан Якобельський. У Старій Донголі перебували правителі об'єднаних царств Нубії від VIII до початку XIV століття. Вже перші тижні праць принесли результат — відкрито центральну наву костелу зі збереженими in situ колонами. Це відкриття увійшло до літератури під назвою «костел із колонами». Знайдені в ньому надгробні написи дозволяють датувати його на 2 пол. VIII століття. Капітелі, знайдені у цій сакральній споруді, стилістично подібні до відкритих у соборі в Фарасі. Додатково під «костелом з колонами» дослідники натрапили на старіші фундаменти сакральної будівлі. Також проведено розкопки другого будинку, збудованого на хрестоподібному плані, а також мечеті, яка, як виявилося, була збудована на колишньому царському палаці, а не на християнській святині, як вважалося раніше. Також польські археологи відкрили баптистерій. Від 1966 року польська експедиція паралельно проводила доісторичні розкопки в околицях села Ґаддар.

### Абу-Сімбел
В Абу-Сімбел проф. Міхаловський не займався розкопками, проте разом із групою польських археологів брав участь в операції з охорони скельних святинь Рамсеса II, які були під небезпекою залиття водами озера Насера. Учасниками проекту були й інші закордонні археологи, зокрема італійські та французькі. Однією з ідей збереження святинь було їх перенесення у безпечніше місце, іншою — залишити їх на місці. ЮНЕСКО скликало з цього приводу спеціальну комісію, до складу якої увійшли Генеральний директор ЮНЕСКО, очільник дорадчого комітету, та три експерти — серед них і проф. Міхалевський. Вони підтримали шведсько-єгипетський проект, в якому планувалося розрізати святині на великі частини вагою до 30 тонн, перенести їх в інше місце та реконструювати. Проф. Міхаловський очолив експертний комітет із 7 осіб, який наглядав за працями з перенесення святинь Рамсеса II. Вони тривали 10 років та закінчилися успіхом.

### Неа Пафос
У червні 1965 року польська археологічна місія Варшавського університету під керівництвом проф. Міхаловського почала розкопки у Неа Пафос на Кіпрі. Це місто було засноване під кінець IV ст. до н. е. як порт для грецьких паломників, котрі прибували сюди віддати хвалу Афродиті. Вже у перші дні праць у південно-західній частині Пафосу були відкриті мармурові статуї Асклепія та Артеміди, якій поклонялись у місті. Знайдено і монети з профілем Александра Македонського, що підтвердило дату заснування міста. Відкрито міську забудову елліністичного періоду зі збереженими розписами у так званому першому помпейському стилі та палац римського проконсула з приватними лазнями. Цю споруду прикрашала мозаїка Тесея, який бореться в лабіринті з Мінотавром, а за ними спостерігає Аріадна і жінка, що символізує Крит — найгарніша декорація цього типу на усьому Середземномор'ї. Польські розкопки показали, що місто Неа Пафос було центральним політичним осередком острова. Праці, започатковані проф. Міхаловським, продовжуються Центром середземноморської археології ім. Казімєжа Міхаловського.

## Відзнаки, нагороди та вшанування пам'яті
У 1947 році Міхаловський отримав Командорський хрест та Командорський хрест з зіркою Ордену Відродження Польщі «за заслуги у справі захисту шедеврів польської культури», а 21 липня 1977 року Орден будівників Народної Польщі I класу. Також він став лауреатом Державної нагороди I і II ступенів. Окрім того, отримав: Орден трудового прапора I класу, Хрест Virtuti Militari V класу (за кампанію 1939 року), Золотий Хрест Заслуги; єгипетський Орден республіки II класу, сирійський Орден заслуги I класу, Офіцерський та Командорський хрест французького Ордену Почесного Легіону, Командорський хрест Ордену Корони Італії, Командорський хрест грецького Ордену Фенікса, Великий офіцерський хрест бельгійського Ордену Леопольда І.
На його честь названо Центр середземноморської археології Варшавського університету та Галерею Фарас у Національному університеті у Варшаві. У 2001 році Poczta Polska тиражем 200 тис. екземплярів видала листівку з нагоди 100-ліття від дня народження проф. Міхаловського з візерунками однієї з нав фараського собору та постаті професора. В парку Каїрського єгипетського музею знаходиться погруддя проф. Міхаловського, а в колекції музею Варшавського університету — багато залишених ним пам'яток. Прізвищем професора названо вулиці в Ченстоховій, Мальборку та Слупську.
З 2015 року публічній гімназії в Подкові Лесьній присвоєно ім'я Казімєжа Міхаловського.

## Обрані публікації
Книги:
- (Délos XIII). Les portraits héllenistiąues et romains, Paris 1932.
- Delfy, Lwów 1937; wyd. II Warszawa 1949; wyd. III 1959 (популярно-наукова).
- Tell Edfou. Fouilles Franco-Polonaises, I—III, Le Caire 1937, 1939, 1950 (співавтор).
- Sztuka starożytna, Warszawa 1955 (путівник Національним музеєм у Варшаві).
- Mirmeki. Wykopaliska odcinka polskiego w r. 1956, Warszawa 1958.
- Technika grecka, Warszawa 1959 (популярно-наукова).
- Palmyre I. Fouilles polonaises 1959, Warszawa 1960.
- Palmyre II. Fouilles polonaises 1960, Warszawa 1962.
- Palmyre III. Fouilles polonaises 1961, Warszawa 1963.
- Palmyre IV. Fouilles polonaises 1962, Warszawa 1964.
- Palmyre V. Fouilles polonaises 1963 —64, Warszawa 1966.
- Faras I. Fouilles polonaises 1961, Warszawa 1962.
- Faras II. Fouilles polonaises 1961—62, Warszawa 1965.
- Faras. Centre artistique de la Nubie chrétienne, Leiden 1966.
- Faras. Die Kathedrale aus dem Wustensand, Ziirich-Köln 1967.
- L'art de l'ancienne Egypte, Paris 1968 (Art of Ancient Egypt, New York 1969; Aegypten. Kunst und Kultur, Freiburg-Basel-Wien 1969; Arte y cmlisation de Egipte, Barcelona 1969).
- Nie tylko piramidy, Warszawa 1966; 1969, 1972 — нім. версія; 1977 — чеська версія (популярно-наукова).
- Jak Grecy tworzyli sztukę, Warszawa 1970 (популярно-наукова).
- Od Edfu do Faras, Warszawa 1974 (популярно-наукова).
- Palmyra, Warszawa 1968 (фотоальбом із вступним текстом; видана багатьма іноземними мовами. Вид. Arkady).
- Karnak, Warszawa 1969 (ibidem).
- Aleksandria, Warszawa 1970 (ibidem).
- Luksor, Warszawa 1971 (ibidem).
- Piramidy i mastaby, Warszawa 1972 (ibidem).
- Teby, Warszawa 1974 (ibidem).
- Karnak, Warszawa 1976 (видання із серії «Mała Encyklopedia Sztuki», Вид. Arkady).
- Luksor, Warszawa 1976 (ibidem).
- Piramidy i mastaby, Warszawa 1976 (ibidem).
- Teby, Warszawa 1976 (ibidem).
- Delfy, Warszawa 1979 (ibidem).
- Akropol, Warszawa 1979 (ibidem).

Статті:
- Les Niobides dans l'art plastique grec de la seconde moitié du Vème siecle, Eos, XXX 1927, s.175—193.
- Ein Niobekopf aus den Sammlungen des Fürsten Radziwiłł in Nieborów, AA 1927, s.58-70.
- Zum Sarkophag aus S. Constanza, RM, XLIII, 1928, s.132-146.
- Virgile et les beaux arts, Eos, XXXIII 1930, s.43-58.
- Un portrait egyptien d'Augustę au Musée du Caire, Buli. de l'Inst.Français au Caire 1935, s. 73-88.
- La fin de l'art grec, BCH, 1946, s. 385—392.
- Les expositions itinérantes dans les musées de Pologne, Museum, III z. 4, 1950, s. 275—282.
- Rapport sur la prospection du terrain dans la région de la mosąuée de Nabi Daniel en 1958, Bull. de la Fac. de Droit-Université d'Alexandrie, XIII 1958, s. 37-43.
- Kalos Limen, EAA IV, Roma 1961, s. 304—305.
- Les fouilles arehéologiąues et l'art antiąue au Musée National de Varsovie, Bull. Mus. Nat. de Varsovie, III 1962, s. 62-63.
- Peintures chrétiennes du VIIe s. à Faras, ibidem, s. 3-8.
- Palmira, EAA V, Roma 1963, s. 900—908.
- La Nubie chrétienne, Africana Bulletin 3, 1965, s. 9-26.
- Archéologie méditerranéenne en Pologne aprés la seconde guerre mondiale, Études et Travaux, I 1966, s. 5-22.
- Algérie — la modernisation des musées en Algérie, Le Courrier de l'UNESCO, Mai 1966, s. 1-45, annexe, s. 34-45.
- Les deux Asclepios de Nea Paphos, RA, 1968 z. 2, s. 355—358.
- Polish Excavations in Old Dongola 1964, Kush, XIV 1969, s. 289—299.
- Open Problems of Nubian Art and Culture in the Light of the Discoveries at Faras, w: Kunst u. Ge-schichte Nubiens in Christilicher Zeit, Recklinghausen 1970, s. 11-20.
- Classification générale des peintures murales de Faras, w: Melanges Devambez (RA 1972 z.2) s. 375—380.
- Tell Atrib, EAA VIII Supplemento, Roma 1973, s. 799—800.
- Ancient Egyptian Yisual Arts, Encyclopedia Britannica, XV 1974, s. 248—258.
- Nouvelles recherches sur la topographie de Palmyre, w: Mél. d'histoire ancienne et darchéologie offerts à Paul Collart, (Cahiers d'Archéologie Romande 5), 1975, s. 305—306.
- Les fouilles arehéologiąues polonaises en Afrique, Africana Bulletin 25, 1976 (1978), s. 13-26.
- Études sur les tendances actuelles dans la pratique de fouilles arehéologiąues. Suggestions et idées générales pour l'éstablissement des «musées-sites», Rocznik MNW, XXIV 1980, s. 345—355.
- Zabytki sztuki dziedzictwem ludzkości, w: Materiały Sesji Naukowej zorganizowanej przez Chrześcijańskie Stowarzyszenie Społeczne na temat: «Zabytki sztuki sakralnej dobrem kultury narodowej», kwiecień 1980. Materiały Problemowe 6, 1980, s. 57-60. 246